# Somewhere
Somewhere ist ein Spielfilm von Sofia Coppola. Premiere hatte er am 3. September 2010 auf den Filmfestspielen von Venedig, wo er am 11. September mit dem Goldenen Löwen ausgezeichnet wurde. Der Film lief am 11. November 2010 in den deutschen Kinos an. In der ARD wurde der Film erstmals am 26. Januar 2014 unter dem Titel Somewhere – Verloren in Hollywood ausgestrahlt.

## Handlung
Der Schauspieler Johnny Marco ist in den Dreißigern und geht nach einigen Filmerfolgen eher lustlos seiner Arbeit nach. Mit seinem Ferrari 360 ist er ziellos auf den Highways in Los Angeles unterwegs. An seine Promotion-Termine muss er regelmäßig von seiner Agentin erinnert werden. Eine Armverletzung, die er sich bei einem Treppensturz auf einer Party zuzog, kuriert er im berühmten Chateau Marmont Hotel aus. Dort versucht er, seine Einsamkeit und Langeweile durch Partys, Alkohol und One-Night-Stands zu kompensieren. Doch er schläft selbst bei den Darbietungen von zwei Poledance-Tänzerinnen, die er auf sein Zimmer bestellt hat, ein.
Struktur in seinem Leben erhält Johnny durch den unerwarteten Besuch seiner elfjährigen Tochter Cleo, die aus einer längst gescheiterten Beziehung stammt. Nachdem ihre Mutter Layla sich um sich selbst kümmern möchte, teilt Cleo eine Zeit lang das Leben ihres Vaters. Kritisch mustert sie die flüchtigen Frauenbekanntschaften ihres Vaters, macht ihm aber keine Vorwürfe. Beide verbringen ihre Zeit unspektakulär mit Videospielen oder dem Sonnen am Pool, und für Johnny stellen sich einige Glücksmomente ein. Bei einer Fernsehpreisverleihung in Italien wird er von seiner Tochter begleitet. Nebenbei kommt er zu der Erkenntnis, dass er eigentlich selbst noch ein Kind ist und endlich erwachsen werden muss. Bei einem Telefongespräch mit Cleos Mutter bricht er zusammen und bekennt, dass er „nichts“ sei. Während sich Johnnys Wesen langsam zu ändern beginnt, reist Cleo ins Ferienlager ab.
Johnny verfällt in eine tiefe Traurigkeit. Er checkt aus dem Hotel aus und fährt mit seinem Ferrari los. Auf einer Landstraße steigt er aus, lässt den Wagen stehen und geht zu Fuß weiter.

## Kritiken
Der Film wurde bei seiner Premiere auf den Internationalen Filmfestspielen von Venedig von deutschsprachigen Kritikern überwiegend positiv aufgenommen. Thematisch würde Coppola an ihren Erfolgsfilm Lost in Translation anknüpfen.
Die Leere und die stillstehende Zeit würde die Regisseurin „geradezu physisch erfahrbar machen“, so Susanne Ostwald (Neue Zürcher Zeitung). Obwohl Somewhere nicht mit einer „aufsehenerregend originäre(n) Erzählidee“ aufwarte, handle es sich um einen „wunderbaren Film“. Peter Zander (Die Welt) bemerkte ebenfalls, dass Coppola „wunderbar lakonisch in langen, langsamen Sequenzen“ ihre Figuren beobachte. Tobias Kniebe (Süddeutsche Zeitung) sprach von einer „definitive(n), auf die Minute aktuelle(n) Studie über jenen weltumspannenden Irrsinnszirkus […], den wir um die Idee der Prominenz herum konstruiert haben.“ Es sei ein Film über eine Generation, der alles zu leicht gemacht worden wäre, „ein Film darüber, welch absolute, existentielle Müdigkeit sich hinter dem Gesicht verbergen kann, das wir alle der Welt jeden Tag zeigen.“ Michael Althen (Frankfurter Allgemeine Zeitung) bemerkte, es sei der Trick Coppolas, dann einzusteigen, wenn „es bereits schief gegangen ist“. „Wie Beziehungen gelingen oder auch nur schief gehen könnten, ist nicht ihr (Coppolas) Thema“. Genauer und tiefer beschrieben als in Somewhere sei „der traurige Alltag des Starkults wohl kaum“. Für Marco Rauch ist das Handlungsgefüge … nicht gerade besonders originell, aber es ist die Art und Weise wie Sofia Coppola ihre Geschichte erzählt und wie sich ihre Figuren durch sie hindurch bewegen, die den Film trotzdem zu etwas Sehenswertem machen.
Susan Vahabzadeh meinte in der Süddeutschen Zeitung: „Irgendwann einmal, wenn die Generation, der die 39-jährige Coppola angehört, auf ihr Leben zurückblickt, wird man vielleicht erkennen können, was für eine großartige Chronistin sie ist.“

## Produktion
Die Dreharbeiten fanden im Juni und Juli 2009 in Los Angeles und Italien statt. 
Offenbar flossen Coppolas eigene Erfahrungen als Tochter des Filmemachers Francis Ford Coppola in die Darstellung im Film mit ein. Auch Federico Fellinis Toby Damnit und Peter Bogdanovichs Paper Moon sollen den Film beeinflusst haben.
Sofia Coppola wollte nach eigenen Angaben den Kontrast zwischen der Welt des Showbusiness Johnny Marcos und der Welt der Tochter aufzeigen. „Das Mädchen steht für das Wahre in einer Welt, in der nichts echt ist.“ Coppola hätten Figuren interessiert, die sich in einer Übergangsphase befinden. „Dieser Moment, wo sie mehr in sich gehen und sich von der Außenwelt abschotten müssen, diese Phase interessiert mich.“ Wie in ihrem Oscar-preisgekrönten Film Lost in Translation spielt die Geschichte von Somewhere in einem Hotel. Coppola, die als Tochter von Filmregisseur Francis Ford Coppola selbst viel Zeit in Hotels verbrachte, empfindet diese als „Welt für sich“ und „Orte des Übergangs“, die angemessen für ihre Figuren seien, da diese sich ebenfalls im Übergang befänden.

## Veröffentlichung
Focus Features sollte den Film in Nordamerika und in den meisten anderen Ländern veröffentlichen. Ausnahmen sind Frankreich (Pathé), Japan (Tohokushinsha Film) und Deutschland, wo der Film von Tobis Film vertrieben wird. Offizieller Deutschlandstart von Somewhere war der 11. November 2010. In den USA kam Somewhere erst am 22. Dezember 2010 in die Kinos.